# Clavija fusca
Clavija fusca är en viveväxtart som beskrevs av B. Ståhl. Clavija fusca ingår i släktet Clavija och familjen viveväxter. Inga underarter finns listade i Catalogue of Life.